# جلال جلال شکوهی
جلال جلال شکوهی (زاده: ششم آبانماه ۱۳۲۹ ، میاندوآب)، رادیولوژیست، نویسنده و پژوهشگر دیرینه‌شناسی ادب و فرهنگ زبان ترکی و فرهنگ اسلامی است. وی دو دوره رئیس انجمن رادیولوژی ایران بوده است و نخستین کسی است که از مردان نمکی نمونه‌سازی پلیمری کرده‌است.

## زندگی‌نامه
جلال جلال شکوهی در  ۶ آبان سال ۱۳۲۹ در میاندوآب از شهرستانهای آذربایجان غربی به دنیا آمد. تحصیلات ابتدایی و دبیرستان را در همان‌جا گذراند و سپس به عنوان رتبه ی اول رشته ی تجربی شهرستان برای ادامه تحصیل راهی مشهد شد. وی در سال ۱۳۵۶ ضمن ارائهٔ تزی ممتاز با عنوان "کریوتراپی و کریوسرجری در گوش و حلق و بینی" در رشتهٔ پزشکی عمومی از دانشگاه علوم پزشکی  فردوسی مشهد فارغ‌التحصیل شد و سپس تحصیلات خود را در زمینهٔ رادیولوژی با تز ممتاز "آنژیوگرافی مجروحین جنگی" تا دریافت بورد تخصصی در دانشگاه علوم پزشکی شهید بهشتی به خدمت ادامه داد.
پس از گذراندن تحصیلات آکادمیک در ایران وی همچنین دوره‌های گوناگونی را در زمینهٔ رادیولوژی پیشرفته، اولتراسوند، CT-Scan، MRI و اینترونشن در آلمان گذارند و اطلاعات خود را نیز در زمینه «سر و گردن» ادامه داد.
وی در طول سال‌های فعالیت خود عضو هیئت علمی بیمارستان شهید چمران، دانشگاه علوم پزشکی شهید بهشتی و دانشگاه علوم پزشکی آزاد اسلامی بوده و چندین سال با بیمارستان لقمان حکیم نیز همکاری داشته‌است. او پنج سال مدیر گروه رادیولوژی دانشگاه آزاد بوده است.
جلال شکوهی هم‌اکنون عضو هیئت مدیره انجمن رادیولوژی ایران است و سال‌ها فعالیت در این زمینه، وی را به یکی از شناخته شده‌ترین چهره‌ها در دانش رادیولوژی ایران تبدیل کرده‌است. او به مدت ۳۵ سال متمادی عضو هیئت مدیره انجمن رادیولوژی ایران و عضو هیئت مدیره تعاونی رادیولوژیست های ایران بوده است و در دو دوره ریاست هر دو هیئت را همزمان به عهده داشته است. وی ۱۶ سال دبیر علمی انجمن رادیولوژی ایران نیز بوده است.

## فعالیت‌های علمی و فرهنگی
فعالیت‌های جلال جلال شکوهی دامنهٔ گسترده‌ای از پزشکی و فرهنگ را دربر می‌گیرد. علاوه بر چندین دهه فعالیت در زمینهٔ پزشکی و رادیولوژی که رشتهٔ تخصصی وی است، تاکنون چندین کتاب نیز در حوزهٔ تاریخی و فرهنگی به نگارش در آورده است که تحت عنوان بنیاد شکوهی تا ۱۸۰ جلد ادامه داشته و یکی از کتابها به عنوان تاریخ جامع فرهنگ و ادب و جغرافیائی مراغه در ۵۲ جلد منتشر شده است.
او در سال ۱۳۹۷ به عنوان چهره ماندگار علمی شهرستان میاندوآب معرفی شده همچنین برای تاریخ مراغه از طرف امام جمعه و مقامات مراغه از وی تقدیر شده است.
یکی از شناخته شده‌ترین فعالیت‌های وی پروژه‌ای است که با همکاری سازمان میراث فرهنگی، قسمت اسلامی موزه ایران باستان و موزه زنجان در زمینهٔ تصویرنگاری و سی تی اسکن از مردان نمکی، تعدادی از اشیای تاریخی از جمله سفالینه‌ها و فلزات و تعیین سن آن‌ها انجام داده است. این پروژه در سال ۱۳۸۴ کلید خورد و در ادامه به ساخت نخستین نمونه‌های پلیمری جمجمهٔ مردان نمکی انجامید. که با استفاده از روش CAD-CAM نمونه ای به موزه زنجان اهدا شده و نگهداری میشود.
جلال شکوهی پیرامون این موضوع در همایش‌های متعددی به ارائۀ مقالات علمی پرداخته و در برنامه‌های تلویزیونی مرتبط با مردان نمکی نیز، در ایران و ژاپن به عنوان کارشناس علمی، انسان‌شناسی و جامعه شناسی حضور داشته‌است. از جملۀ این برنامه‌ها می‌توان به مستند "مردان نمکی" ساخته حسن دهقان اشاره کرد. وی هم‌اکنون نیز به عنوان مشاور تصویرنگاری اشیاء تاریخی با سازمان میراث فرهنگی همکاری دارد که قابل ذکر است تمامی خدمات افتخاری و اهدائی بوده است.
شکوهی همچنین به عنوان رادیولوژیست فعالیت‌های متفاوتی را انجام داده است. وی تاکنون مقالات متعددی در مجلات اطلاعات علمی، مهندسی پزشکی و مدیریت رادیولوژی ارائه کرده‌است. او با سازمان پزشکی قانونی و سازمان نظام پزشکی نیز در کمیسیون‌ها و همایش‌های پزشکی همکاری دارد.
وی که تنها عضو ایرانی انجمن تاریخ رادیولوژی جهان (ISHRAD) است، همچنین بنیان‌گذار خبرنامه انجمن و تعاونی رادیولوژیست‌ها و چندین مجلۀ تخصصی رادیولوژی در ایران است و با مجله IJR که با همکاری دانشگاه تهران منتشر می‌شود و مجله دانشگاه علوم پزشکی شیراز همکاری داشته است. همچنین مقالات متعددی در زمینۀ کاربردهای گوناگون رادیولوژی از سوی او منتشر شده‌است.
شکوهی کتاب‌های گوناگونی را نیز تألیف و ترجمه کرده‌است که از جمله مهم‌ترین آثار تخصصی وی که مورد استناد دانشگاهیان قرار می‌گیرد، می‌توان به "تصویربرداری پزشکی به زبان ساده" و "اورتوپدی و MRI" , پاتولوژی در رادیولوژی جلد ۱ و ۲ ، پارائیدولیا در رادیولوژی (کتاب انحصاری در دنیا چاپUK) و هفت جلد نوروسرجری در آلمان اشاره کرد.
وی سه دوره دبیر کنگرهٔ سالانهٔ انجمن رادیولوژی ایران بوده و در سال‌های ۲۰۰۷ و ۲۰۰۹ نیز دبیری کنگره اروپا و خاورمیانه ستون مهره‌ها را در شهرهای ابوظبی و کیش بر عهده داشته‌است. علاوه بر این در سال ۱۳۷۹ و ۱۳۹۸ نیز با معرفی انجمن رادیولوژی ایران به عنوان پزشک نمونهٔ نظام پزشکی برگزیده شده‌است. وی پس از پایان سی سال خدمت پزشکی لوح تقدیر خدمت از نظام پزشکی دریافت کرده است.
از فعالیت‌های فرهنگی او نیز که به گفته خودش از نوادگان اهلی شیرازی است، می‌توان به چاپ چندین کتاب در زمینهٔ تاریخی و سفرنامه اشاره کرد. علاوه بر این او رئیس بنیاد شکوهی است که به چاپ و نشر کتب خطی و متون کهن ایرانی، اسلامی و ترکی می‌پردازد. از جمله قرآن والترز نیویورک و نسخه‌ای از قرآن از موزه توپقاپی ترکیه در این بنیاد به چاپ رسیده است. او همچنین ریاست شرکتی دانش‌بنیان در زمینه‌ی چاپ سه‌بعدی و ساخت تجهیزات ارتوپدی را بر عهده دارد.
عضو باشگاه مجموعه داران ایران
شامل کلکسیون های:
- ۲۵۰-۳۰۰ هزار اسلاید پزشکی 
-تمبرهای ایران و جهان از سال ۱۳۴۵
-کبریت
-لیوانهان کاغذی  با لوگوی رسمی مثل لیوان انجمن و دانشگاه تهران
- زیرلیوانی های کاغذی
-توپهای تنیس
-تصاویر و اشیاء با چاپ مونالیزا
-مدالهای ورزشی و احکام و افتخارات پزشکی و رادیولوژی بالغ بر ۳۵۰ مورد
ورزش:
قهرمان و کاپیتان فوتبال دانشگاه علوم پزشکی فردوسی مشهد
قهرمان دوهای سرعت دانشگاه فردوسی مشهد(کاپیتان تیم)
قهرمان انفرادی و تیمی شطرنج دانشگاه فردوسی مشهد
تفریحی :
عکاسی آنالوگ و دیجیتال حرفه ای
نقاشی 
تنیس و شنا و در حال حاضر رانندگی با ماشین آفرود ولی در خیابانهای تهران و کرج
دوستدار و حامی حیوانات (حیوانات خانگی: چهار سگ،(دو عدد حمایتی) ، ۱۰-۱۲ گربه، تعدادی خرگوش حمایتی، تعدادی ماکیان و پرنده و تعدادی کیس حیات وحش تحت حمایت)
سخنی با ایشان در باب فعالیت هایشان:
در راه اندازی و همیاری در راه اندازی ۱۸ مرکز رادیولوژی که در ۳ مورد از آنها سهام دار بودم ، شامل اورگانها ، خیریه و دولتی و خصوصی بوده است.
بازنشسته وزارت دفاع و پشتیبانی نیروهای مسلح هستم با ۱۱ سال همکاری با دانشگاه علوم پزشکی شهید بهشتی و ۵ سال مدیر گروه رادیولوژی دانشگاه آزاد و مدافع و راهنمای بیش از پنجاه رساله دکترا، PhDو کارشناسی ارشد بودم.
رکوردهای انجمنی: 
ریاست همزمان هیئت مدیره انجمن و تعاونی، دبیر کنگره های سالیانه ۱۳و ۱۶ و ۲۷ رادیولوژی ایران، دو مرتبه پزشک نمونه نظام پزشکی و سومین مرتبه به پاس ۳۰ سال خدمت پزشکی، ۳۵ سال عضویت مداوم در هیئت مدیره انجمن و تعاونی ، ۱۶ سال دبیر علمی انجمن و در حال حاضر مسن ترین عضو هیئت مدیره انجمن کسی که روز اول طرح کاد بود. 
با تشکر از اساتید کلیدی خود: دکتر ذبیح الله ارنواز، دکتر فیروز تبرک، دکتر بهمن محتشمی، دکتر علی اکبر عامری، دکتر منوچهر صبوری دیلمی، دکتر ابرج هنربخش، دکتر سعید راد، دکتر کریم وصال و دکتر محمدرضا داوودی

## اعتراض به بازداشت رادیولوژیست‌ها
در اواخر دی ماه ۱۳۹۴ صدها تن از رادیولوژیست‌های سراسر کشور در اعتراض به قانون نظام خودارجاعی مقابل وزارت بهداشت دست به تجمع برای بیان مطالبات خود زدند اما وزارت بهداشت از پاسخگویی خودداری و جمعیت توسط پلیس متفرق شدند. در این بین تعدادی از رادیولوژیست‌ها نیز بازداشت شدند.
در پی این ماجرا جلال جلال شکوهی به عنوان رئیس انجمن رادیولوژیست‌های ایران نامه‌ای اعتراضی را خطاب به وزارت بهداشت منتشر کرد و از اعلام آمادگی کامل خود برای حل منطقی و کارشناسی مشکلات موجود در این رابطه خبر داد.

## آثار مکتوب و منتشرشده
- متن و تصویربرداری نوروسرجری به زبان انگلیسی و آلمانی به همراه "آرمین نوروزی" چاپ آلمان
- پارادولیا در رادیولوژی و تصویر پزشکی (انگلیسی)؛ چاپ انگلستان به عنوان نوآوری انحصاری در دنیا
- اورتوپدی و MRI
- پاتولوژی در رادیولوژی در دو جلد
- تجهیزات رادیولوژی ایران شامل سالنامه های متعدد، تاریخچه های رادیولوژی و تاریخچه سونوگرافی
- فرهنگ و بهداشت آبریزگاه
- فرهنگ ترافیک
- استفاده‌های غیر پزشکی از اشعه ایکس
- نظارت بر "اصول تصویربرداری تشخیصی"
- درسنامه پرتوشناسی بالینی
- میرزا حسن شکوهی، سفرنامه و دیوان حاج مهدی شکوهی
- فهرست دستنویس‌های ترکی در کتابخانه‌های جهان ۷ جلدی
- مواد حاجب در رادیولوژی
- تألیف و احیاء متون تاریخی شهرستان مراغه ۵۲ جلدی
- چاپ مقاله در مجله آنال رادیولوژی فرانسه، مجله شیراز از Aim و ECR و  IJR  و اطلاعات علمی و مهندسی پزشکی
- کنترل درد در رادیولوژی اینتر و نشنال، چهارمین همایش مطالعه درد در ایران
- کیست هیداتید قلبی و ام‌آرآی، تالاسمی در ستون مهره‌ها؛ مجلهٔ پزشکی شیراز و سخنرانی در کنگرهٔ اروپایی ECR، کنگره ملی فرانسه، آلمان، جمهوری آذربایجان، پاکستان، هندوستان، ارمنستان، ترکیه، اطریش، کرواسی، اوکراین، عراق ، اسپانیا، شرکت و بازدید علمی از کنگره ها و مراکز علمی ژاپن، چین، فرانسه، آلمان ، باکو، ایروان، ترکیه، امارات متحده ی عربی، عمان، بیش از پانصد سخنرانی در ایران عزیز و انجمن های مختلف
- تاریخ رادیولوژی ایران؛ مجلهٔ AIM
- سه جلد کتاب رادیولوژی و تجهیزات رادیولوژی به همراه دکتر علی اکبر عامری